# Segundo Voo Experimental da SpaceX Starship
O Segundo Voo Experimental da SpaceX Starship (Integrated Flight Test 2, ou IFT-2) aconteceu em 18 de novembro de 2023, quando a SpaceX realizou o segundo voo quase orbital do foguete. O Super Heavy Booster utilizou 33 motores Raptor e realizou uma decolagem bem sucedida, avançando até o momento de separação de estágios. Após este evento, o Booster 9 teve falhas em múltiplos motores e explodiu, enquanto a Starship continuou o voo por mais de 8 minutos, alcançando uma altitude de 148 km (92 mi), além dos limites comuns do espaço sideral, antes de explodir devido ao sistema automático de autodestruição. A Administração Federal de Aviação emitiu um comunicado confirmando que uma anomalia ocorreu e que não há relatos de propriedades públicas danificadas, ou de pessoas feridas. A SpaceX descreveu o teste como um sucesso.

## Antecedentes
Após o primeiro teste, em abril de 2023, ter resultado na destruição da Starship, um considerável esforço de reconstrução foi aplicado na plataforma de lançamento para reparar os danos causados pelo teste, e para prevenir futuros problemas.
Enquanto isso, a Administração Federal de Aviação (FAA) exigiu que a SpaceX realizasse uma investigação sobre as falhas durante o teste, impedindo novos testes até avaliação dos resultados desta investigação. A FAA encerrou a investigação em 8 de setembro de 2023. A United States Fish and Wildlife Service (FWS) concluiu suas avaliações de impacto ambiental em 14 de novembro, e a FAA aprovou novos lançamentos pouco depois.

### Mudanças após o primeiro teste
Com a destruição da Starship no teste de abril de 2023, mudanças foram feitas para reforçar a torre de lançamento, e uma placa de aço foi instalada abaixo da plataforma como parte do sistema de dilúvio e defletor de chamas. A Starship 25 foi levada para a plataforma de lançamento em maio de 2023, passando por testes antes do lançamento. Após os testes iniciais, o Super Heavy Booster 9 também foi levado para a plataforma e passou por seus próprios testes. Em 15 de novembro de 2023, a Starship 25 já estava montada no Booster 29 em preparação para o lançamento, quando a FAA emitiu a licença de permissão para o voo.
Mudanças significativas foram implementadas pela SpaceX em relação ao voo anterior, incluindo a expansão do sistema de supressão de fogo do Super Heavy Booster para mitigar possíveis incêndios na área dos motores. SpaceX requalificou seu Sistema Autônomo de Segurança de Voo, responsável por auto-destruição do foguete em caso de falhas críticas, pois o mesmo sofreu falhas no primeiro teste.
Outras mudanças, não relacionadas ao teste anterior, incluem um sistema de separação de estágios no qual os motores da Starship são ativados enquanto ela ainda está acoplada ao Super Heavy Booster, causando a separação dos dois estágios. A SpaceX substituiu o sistema hidráulico dos motores Raptor com controles elétricos, citando menos pontos de possíveis falhas e uma maior eficiência de energia.

## Lançamento
Em 11 de novembro de 2023, a SpaceX anunciou que estaria programando o lançamento para 17 de novembro, pendendo apenas aprovação da FAA. A primeira tentativa ocorreu em 18 de novembro às 13:03 UTC. O Booster 9 e Starship 25 decolaram com sucesso. O foguete enfrentou máxima pressão aerodinâmica (Max q) sem nenhuma anomalia reportada. A Starship realizou uma separação de estágios bem sucedida, desligando quase todos os motores Raptor do Super Heavy Booster, que manteve apenas três ativos, e ativando os seis motores Raptor da Starship antes de separar os estágios.
Após a separação, o Super Heavy Booster completou sua manobra de virada e iniciou a queima para retorno, pouco antes de explodir. A separação dos veículos ocorreu mais de três minutos e meio após o lançamento, em uma altitude de ~90 km sobre o Golfo do México. Os seis motores Raptor da Starship levaram a espaçonave para uma altitude de ~150 km e uma velocidade de ~24.000 km/h, se tornando a primeira Starship a alcançar o espaço sideral e quase terminando a queima pela duração esperada.
Próximo do fim da queima do segundo estágio, mais de oito minutos depois do lançamento, e antes do desligamento dos motores, a telemetria com a espaçonave foi perdida. A SpaceX afirmou que um comando de segurança destruiu o segundo estágio antes de completar sua órbita prevista ou de tentar realizar re-entrada atmosférica.

## Plano de voo original
O plano de voo para a Starship incluía o lançamento a partir da Starbase, a área privada de lançamentos da SpaceX no sul da costa do Texas, seguido de uma órbita parcial ao redor da Terra. O Super Heavy Booster deveria realizar uma queima para seu retorno, seguido de uma aterrisagem na água no Golfo do México, semelhante aos retornos realizados pela Falcon 9 ao local de lançamento. A Starship, então, deveria realizar reentrada atmosférica e aterrisagem no Oceano Pacífico, próximo do Havaí, sem realizar uma queima para aterrisagem.
| Tempo     | Evento | 18 de novembro |
| --------- | --- | --- |
| −02:00:00 | Diretor de Voos da SpaceX realiza votação e verifica que estão todos de acordo para carregamento de propelentes | Sucesso |
| −01:37:00 | Carregamento de oxigênio líquido e metano líquido em andamento para o Super Heavy Booster                       | Sucesso |
| −01:17:00 | Carregamento de metano líquido em andamento para a Starship                                                     | Sucesso |
| −01:13:00 | Carregamento de oxigênio líquido em andamento para a Starship                                                   | Sucesso |
| −00:19:40 | Resfriamento de motores do Booster                                                                              | Sucesso |
| −00:00:10 | Ativação do sistema de dilúvio e defletor de chamas                                                             | Sucesso |
| −00:00:03 | Ignição dos motores do Booster                                                                                  | Sucesso |
| 00:00:02  | Lançamento | Sucesso |
| 00:00:52  | Max q (momento de estresse máximo sobre o foguete)                                                              | Sucesso |
| 00:02:39  | MECO (Desligamento dos motores principais)                                                                      | Sucesso |
| 00:02:41  | Ignição dos motores da Starship e separação de estágios                                                         | Sucesso |
| 00:02:53  | Início da queima para retorno do Booster                                                                        | 9/10 motores foram inicialmente ativados, com múltiplos motores falhando logo em seguida                                                                         |
| 00:03:47  | Fim da queima para retorno do Booster                                                                           | A queima para retorno falhou devido a problemas em múltiplos motores, seguido da destruição do booster em T+3:21                                                 |
| 00:06:18  | Booster atinge velocidade trânsonica                                                                            | — |
| 00:06:30  | Início da queima para aterrisagem do Booster                                                                    | — |
| 00:06:48  | Aterrisagem do Booster                                                                                          | — |
| 00:08:33  | SECO (Desligamento dos motores da Starship)                                                                     | Queima foi cancelada e o foguete foi destruído aos T+8:05 devido a vazamentos de propelentes causando esvaziamento dos tanques de combustíveis antes do esperado |
| 01:17:21  | Reentrada atmosférica da Starship                                                                               | — |
| 01:28:43  | Starship atinge velocidade trânsonica                                                                           | — |
| 01:30:00  | Impacto da Starship no Oceano Pacífico                                                                          | — |

## Impactos
A SpaceX e o Condado de Cameron, no Texas, reabriram as estradas para o local de lançamento algumas horas após o lançamento. A CNN afirmou que esta foi uma reabertura mais rápida do que a do primeiro voo experimental, onde as estradas permaneceram bloqueadas por dois dias. O administrador da NASA, Bill Nelson, e o astronauta Chris Hadfield parabenizaram a SpaceX.
Elon Musk afirmou que o sistema de dilúvio e defletor de chamas não iria precisar de reconstrução para o próximo voo experimental IFT-3. De acordo com a SpaceX, o sistema funcionou como esperado, precisando de mínimos reparos após o lançamento IFT-2 para estar pronto para os próximos testes.